# Bátka
Bátka (en hongrois : Bátka) est une commune du district de Rimavská Sobota, dans la région de Banská Bystrica, en Slovaquie.

## Histoire
La première mention écrite du village date de 1294.
La localité fut annexée par la Hongrie après le premier arbitrage de Vienne le 2 novembre 1938. En 1938, on comptait 470 habitants dont 4 d'origine juive. Elle faisait partie du district de Rimavská Sobota (hongrois : Rimaszombati járás). Durant la période 1938 - 1945, le nom hongrois Bátka était d'usage. À la libération, la commune a été réintégrée dans la Tchécoslovaquie reconstituée.
Le hameau de Dulovo était une commune autonome en 1938. Il comptait 188 habitants en 1938 Elle faisait partie du district de Rimavská Sobota (hongrois : Rimaszombati járás). Le nom de la localité avant la Seconde Guerre mondiale était Dulovo/Dulháza. Durant la période 1938 -1945, le nom hongrois Dúlháza était d'usage.

## Démographie

### Évolution de la population
| Année:               | 1994. | 2004.    | 2014.   | 2024.   |
| -------------------- | ----- | -------- | ------- | ------- |
| Nombre de personnes: | 840   | 947      | 910     | 822     |
| Différence:          |       | +12,73 % | -3,90 % | -9,67 % |

| Année:               | 2023. | 2024.   |
| -------------------- | ----- | ------- |
| Nombre de personnes: | 831   | 822     |
| Différence:          |       | -1,08 % |